# Pastorale brieven
De drie pastorale brieven zijn boeken uit de canon van het Nieuwe Testament:
- de Eerste brief van Paulus aan Timoteüs
- de Tweede brief van Paulus aan Timoteüs
- de Brief van Paulus aan Titus

Zij worden traditioneel beschouwd als brieven van Paulus aan Timoteüs en Titus. Maar dat de brieven door Paulus geschreven zijn, zoals ze zelf vermelden, wordt door veel onderzoekers betwijfeld.
Ze worden vaak als een groep behandeld (soms met inbegrip van de Brief van Paulus aan Filemon) en hebben bijnaam "pastoraal" gekregen omdat zij niet alleen de persoonlijke aandacht aan de geadresseerden omvatten, maar specifiek gericht zijn aan personen met pastoraal opzicht over kerkgemeenten en onderwerpen behandelen die betrekking hebben op de Christelijke levenswijze, doctrine en leiderschap.

## Auteurschap
De stijl, het woordgebruik en de onderwerpskeuze van de drie pastorale brieven vertonen grote overeenkomsten en het lijkt daarom waarschijnlijk dat de drie brieven van dezelfde auteur afkomstig zijn of dat ze in ieder geval tegen dezelfde achtergrond ontstaan zijn. Dat de brieven door Paulus geschreven zijn, zoals ze zelf vermelden, wordt door veel onderzoekers betwijfeld.
Een van de redenen voor deze twijfel aan het auteurschap van Paulus is dat deze brieven zich moeilijk laten plaatsen in het tijdskader dat ons van Handelingen bekend is. Uitleggers die vasthouden aan Paulus als auteur gaan uit van een tweede Romeinse gevangenschap. Men neemt dan aan dat de in Handelingen 28 beschreven gevangenschap van Paulus gevolgd werd door een vrijlating en een tweede gevangenschap, die uitliep op zijn terechtstelling. Tussen deze twee gevangenschappen zou Paulus nog een reis naar Klein-Azië en Macedonië gemaakt hebben, waarbij hij onder andere Efeze en Kreta aandeed, waar hij respectievelijk Timoteüs en Titus achterliet om de plaatselijke gemeenten te leiden.
Dat Paulus de pastorale brieven geschreven heeft werd voor het eerst in twijfel getrokken omdat Marcion in zijn canon van het Nieuwe Testament alleen de andere brieven van Paulus en het Evangelie volgens Lucas opnam, maar de pastorale brieven niet noemt (evenmin overigens de Brief aan de Hebreeën). Tertullianus verbaasde zich over deze weglating door Marcion. Later werd geprobeerd dit probleem op te lossen door tekstkritiek en vergelijking met de andere brieven van Paulus. De verschillen die hieruit naar voren kwamen werden het belangrijkste argument tegen het auteurschap van Paulus voor deze teksten.
Er blijkt namelijk dat het woordgebruik en de stijl van de pastorale brieven aanzienlijk verschillen van die welke we kennen van andere brieven van Paulus. Ze vertoont eerder overeenkomsten met de stijl en woordkeus van hellenistische tijdgenoten van Paulus en die van tweede-eeuwse Apostolische Vaders, zoals Polycarpus.
Zo worden er in de drie pastorale brieven 848 verschillende Griekse woorden gebruikt (eigennamen niet meegerekend), waarvan er 306 niet voorkomen in de andere brieven die aan Paulus toegeschreven worden. Meer dan een derde van deze 'on-Paulinische' woorden worden wel gebruikt door christelijke auteurs uit de tweede eeuw. De manier waarop bepaalde termen gebruikt worden is ook verschillend. Bijvoorbeeld, in plaats van geloof (hebben) op zichzelf te gebruiken, wordt geloof deel van het lichaam van christelijk geloof. Ook zijn de pastorale brieven opmerkelijk meditatief en verstild, wat meer een kenmerk is van het literaire Helleense Grieks dan van het dynamische Grieks, met zijn dramatische uitbarstingen, dat we van andere aan Paulus toegeschreven brieven kennen.
Nog een eigenaardigheid betreft de behandeling van valse leraren, waar de pastorale brieven een buitengewone aandacht aan besteden, in het bijzonder bij het veroordelen van mystieke en gnostieke elementen. In plaats van een theologisch debat aan te gaan met de valse leraren (zoals Paulus doet in de andere brieven die aan hem worden toegeschreven), suggereren de pastorale brieven slechts aanhalingen uit de schrift.
Het is mogelijk dat de brieven geschreven zijn door medewerkers van Paulus, eventueel onder zijn leiding of toezicht. De afwijkende stijl en woordkeuze zouden dan van deze medewerker(s) afkomstig zijn, maar Paulus verbond zijn naam aan de brieven, die door de ontvangers als door hem geschreven beschouwd mochten worden. Nog een andere mogelijkheid is dat de brieven bewerkingen of verzamelingen zijn van teksten van Paulus die door een latere redacteur in hun huidige vorm gegoten zijn.
Er zijn overigens een aantal geschriften uit het vroege christendom bekend die in Paulus naam geschreven werden maar waarvan we weten dat ze niet door Paulus geschreven zijn, bijvoorbeeld de Derde brief van Paulus aan de Korintiërs. Verder suggereert 2 Tessalonicenzen 2:2 dat er al tijdens Paulus' leven dit soort vervalsingen bekend waren.
Wat de datum van ontstaan betreft: de onderzoekers zijn het grotendeels met elkaar eens dat deze brieven bekend waren bij Polycarpus en Ignatius van Antiochië en misschien ook bij Clemens. Daardoor zouden ze niet later geschreven kunnen zijn dan aan het begin van de tweede of het einde van de eerste eeuw.

### Argumenten voor en tegen
De belangrijkste redenen dat er twijfel bestaat over het auteurschap van Paulus wat betreft 1 Timoteüs en de andere pastorale brieven:
- Het woordgebruik en de stijl verschillen aanzienlijk van die welke we kennen van andere brieven, waarvan het auteurschap van Paulus niet betwijfeld wordt en vertoont eerder overeenkomsten met de stijl en woordkeus van hellenistische tijdgenoten van Paulus en die van de Apostolische Vaders, zoals Polycarpus. Er worden in de drie pastorale brieven 848 verschillende Griekse woorden gebruikt, waarvan er 306 niet voorkomen in de andere brieven die aan Paulus toegeschreven worden.
- De nadruk die de pastorale brieven leggen op bepaalde theologische aspecten en op het publieke imago van de christengemeente is niet terug te vinden in de onbetwiste Paulusbrieven.
- De in de pastorale brieven beschreven hiërarchie van ambten (opzieners, ouderen, weduwen, diakenen) komt niet overeen met die uit de andere Paulusbrieven.
- Het in de pastorale brieven beschreven gemeenteleven vertoont trekken van verkerkelijking: aanstelling van oudsten, diakenen en weduwen, zonder activiteit van gewone gemeenteleden (dit in tegenstelling tot bijvoorbeeld de gemeente in Korinthe, zoals we die kennen uit de eerste en tweede brief van Paulus aan die gemeente: in Korinthe was er sprake van een charismatische kerk, zonder een scheiding tussen aangestelden enerzijds en gewone gemeenteleden anderzijds).
- De auteur van de pastorale brieven doet vaker een beroep op tradities en de leer dan Paulus in andere brieven doet. De verwijzing naar de leer suggereert dat er inmiddels sprake was van een afgeronde belijdenis.
- De historische feiten uit de pastorale brieven passen niet goed in de tijdlijn die we uit Handelingen kennen.

Om deze en andere argumenten wordt door de meeste onderzoekers aangenomen dat de pastorale brieven niet door Paulus geschreven zijn. Er zijn echter ook onderzoekers, voornamelijk aan orthodoxe zijde, die aan het auteurschap van Paulus vasthouden, met als voornaamste argumenten:
- Een vervalsing zou voor vrijwel alle christenen uit die periode net zo ernstig zijn als tegenwoordig. Het noemen van namen en personen zou door een vervalser zijn vermeden.
- Sommige van de genoemde 'vreemde' woorden blijken bij nadere analyse wel degelijk elders in het Nieuwe Testament voor te komen.
- De toestand en omstandigheden waar de lokale gemeentes in verkeerden waren anders dan die van het allervroegste christendom. Mogelijk was een van de redenen dat Paulus leiders ging aanstellen. Ook zouden theologie en levenswijze andere accenten gekregen hebben omdat de aanvankelijk spoedig verwachtte wederkomst uitbleef.
- Het ontbreken van de voor Paulus gebruikelijke polemische stijl is verklaarbaar omdat hij zich hier niet tegen de dwaalleraars richt maar aanwijzingen geeft aan de jonge Timoteüs en Titus over hoe in de gemeente met dwaalleraars om te gaan.
- Het Nieuwe Testament geeft voldoende aanwijzingen dat Paulus na Handelingen 28 is vrijgelaten (vgl Filip 1:19, 25, 26; 2:24), naar Kolosse is gegaan (Filemon 22), terwijl Timoteüs in Efeze bleef (1 Timoteüs 1:3) en Paulus doorreisde naar Macedonië. Volgens Titus 1:5 is hij op Kreta geweest. Als Paulus naar Spanje is gegaan, zoals hij van plan was (Romeinen 15:24,28), dan was dit mogelijk in de periode 64-66. Na de brand van Rome in 64 werd het christendom een illegale godsdienst, en konden zijn vijanden hem met succes aanklagen, waarna een tweede gevangenschap in Rome volgde die uitliep op zijn terechtstelling.